# Flaccisagitta hexaptera
Flaccisagitta hexaptera is een soort in de taxonomische indeling van de pijlwormen (Chaetognatha). 
De worm behoort tot het geslacht Flaccisagitta en behoort tot de familie Sagittidae. De wetenschappelijke naam van de soort werd voor het eerst geldig gepubliceerd in 1836 door d'Orbigny.